# Jingkou
Jingkou (chinesisch 京口区, Pinyin Jīngkǒu Qū) ist ein chinesischer Stadtbezirk im südwestlichen Teil der Provinz Jiangsu, der zum Verwaltungsgebiet der bezirksfreien Stadt Zhenjiang gehört. Jingkou hat eine Fläche von 343,7 km² und zählt 601.876 Einwohner (Stand: Zensus 2010). Er ist Zentrum und Sitz der Stadtregierung von Zhenjiang.

## Administrative Gliederung
Auf Gemeindeebene setzt sich der Stadtbezirk aus sechs Straßenvierteln und fünf Großgemeinden zusammen. 